# Venø

Vị trí đảo Strynø trên bản đồ Đan Mạch

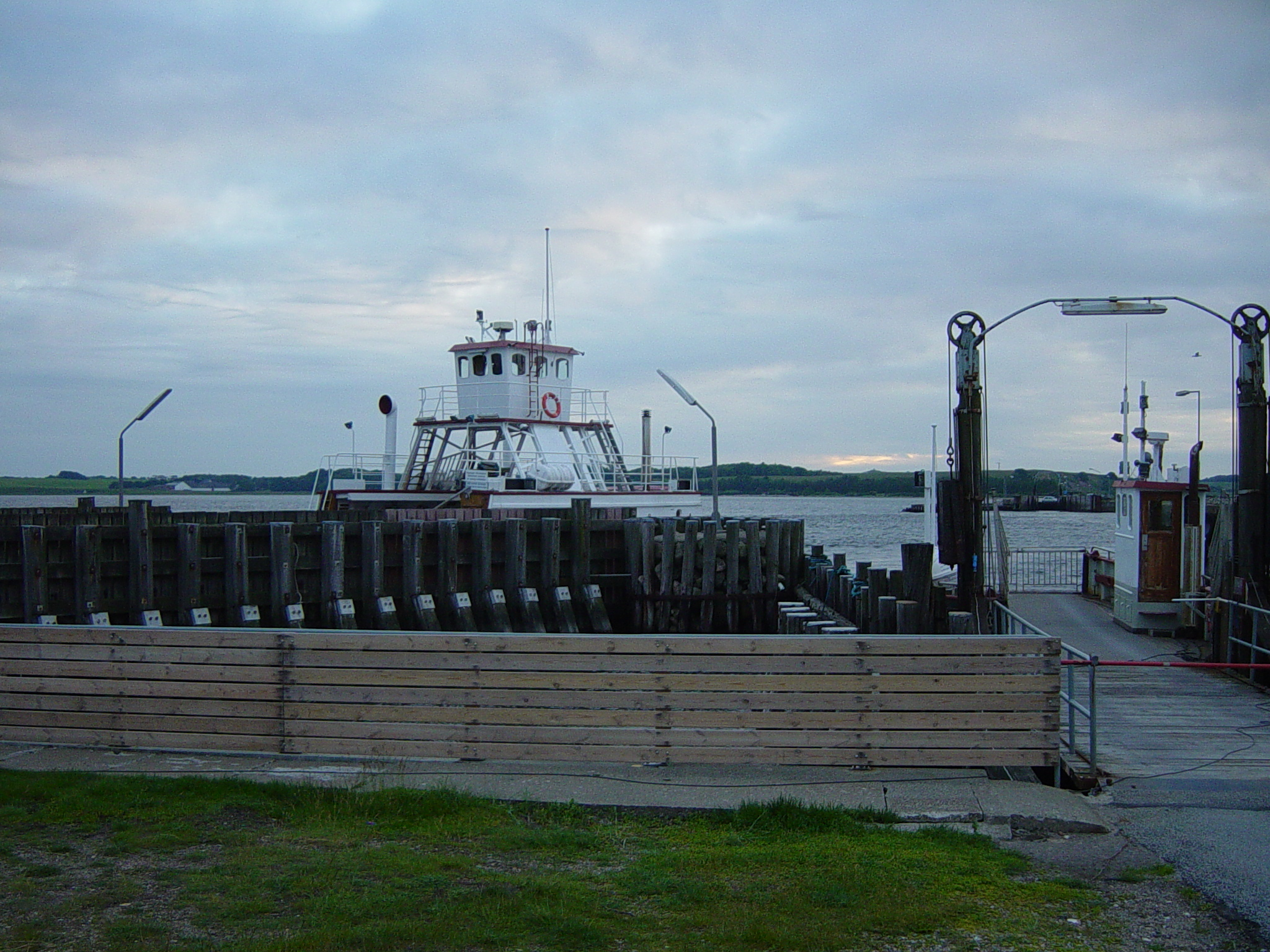
Tàu phà tới Venø

Venø là 1 đảo nhỏ của Đan Mạch, nằm trong Vịnh hẹp Limfjorden (bắc bán đảo Jutland), về phía bắc Struer. Phía tây có Eo biển nhỏ Venø, phía đông có Vịnh Venø. Đảo dài khoảng 7,5 km, chỗ rộng nhất là 1,5 km, với diện tích 6,46 km². Venø có 211 cư dân (không kể 92 học sinh của Trường bổ túc Venø).
Về giao thông, có tuyến tàu phà từ Kleppen (mỏm cực nam) tới Struer, cách đó chừng vài km. Chuyến đi mất 2 phút.